# Маренка фарбувальна
Маренка фарбувальна (Asperula tinctoria) — вид трав'янистих рослин родини маренові (Rubiaceae), поширений у Європі та західному Сибіру.

## Опис
Багаторічна трава 25–45(70) см завдовжки. Стебло вертикально розгалужене, 4-куте, голе, основа рудувата. Листя росте у кільцях: у нижніх, середніх та верхніх кільцях — 6, 4 і 2 листка відповідно; листові пластини від лінійних до вузько еліптичних, зі звуженою верхівкою, досить товсті, з цілими полями, злегка викривленими.
Суцвіття широкі, слабкі й складні. Віночок воронкоподібний, білий, 3–4 мм завширшки, довго-трубчастий, 3-дольний. Чашечки немає. Тичинок 3 або 4. Плід — 2-частинний, оголений, гладкий, чорний схізокарп.

## Поширення
Поширений у Європі та західному Сибіру.
В Україні зростає на сухих луках, степових схилах, лісових полянах — у Карпатах, Розточчі-Опіллі, Поліссі й Лісостепу.

## Галерея

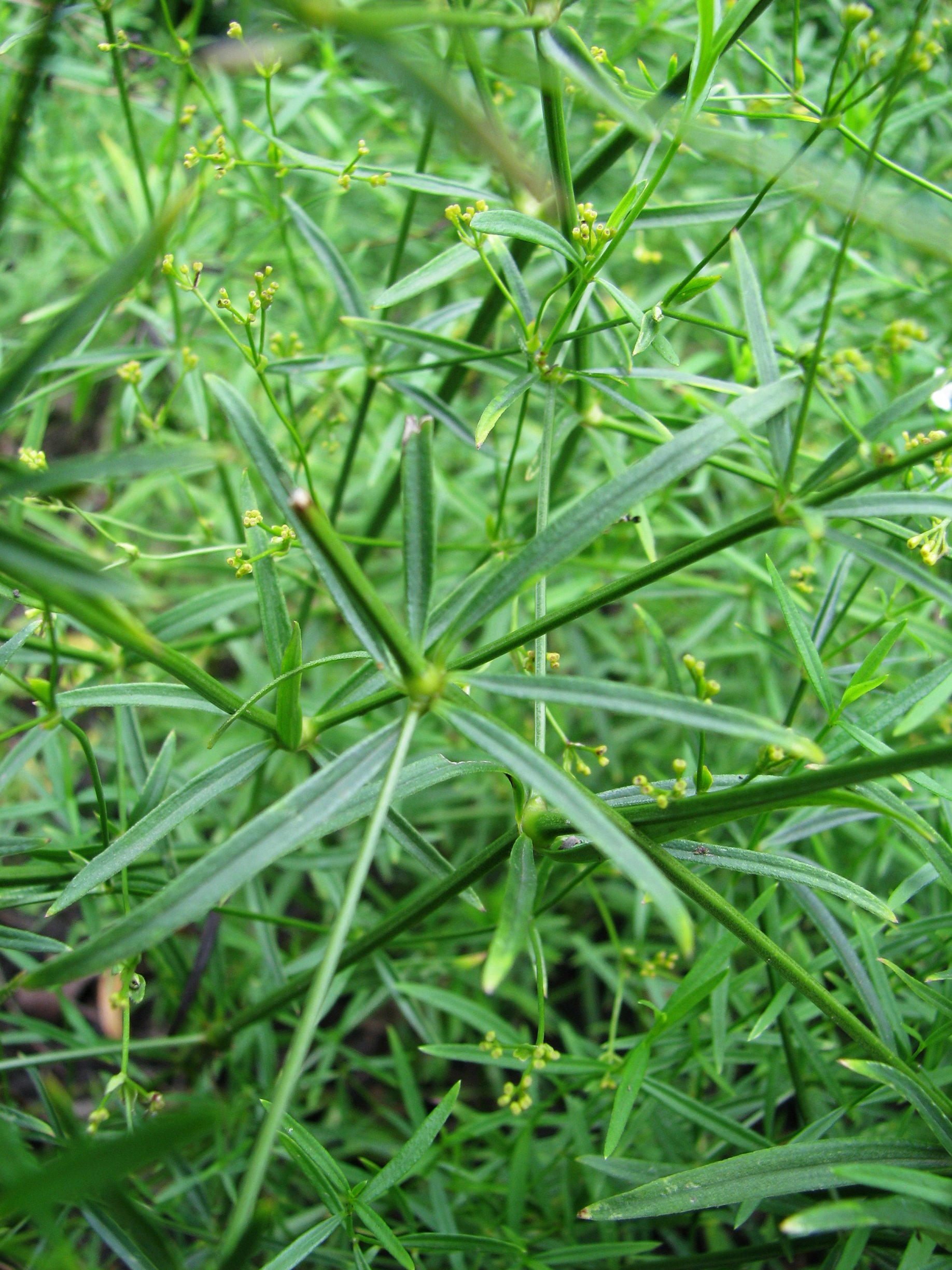
стебло та листя
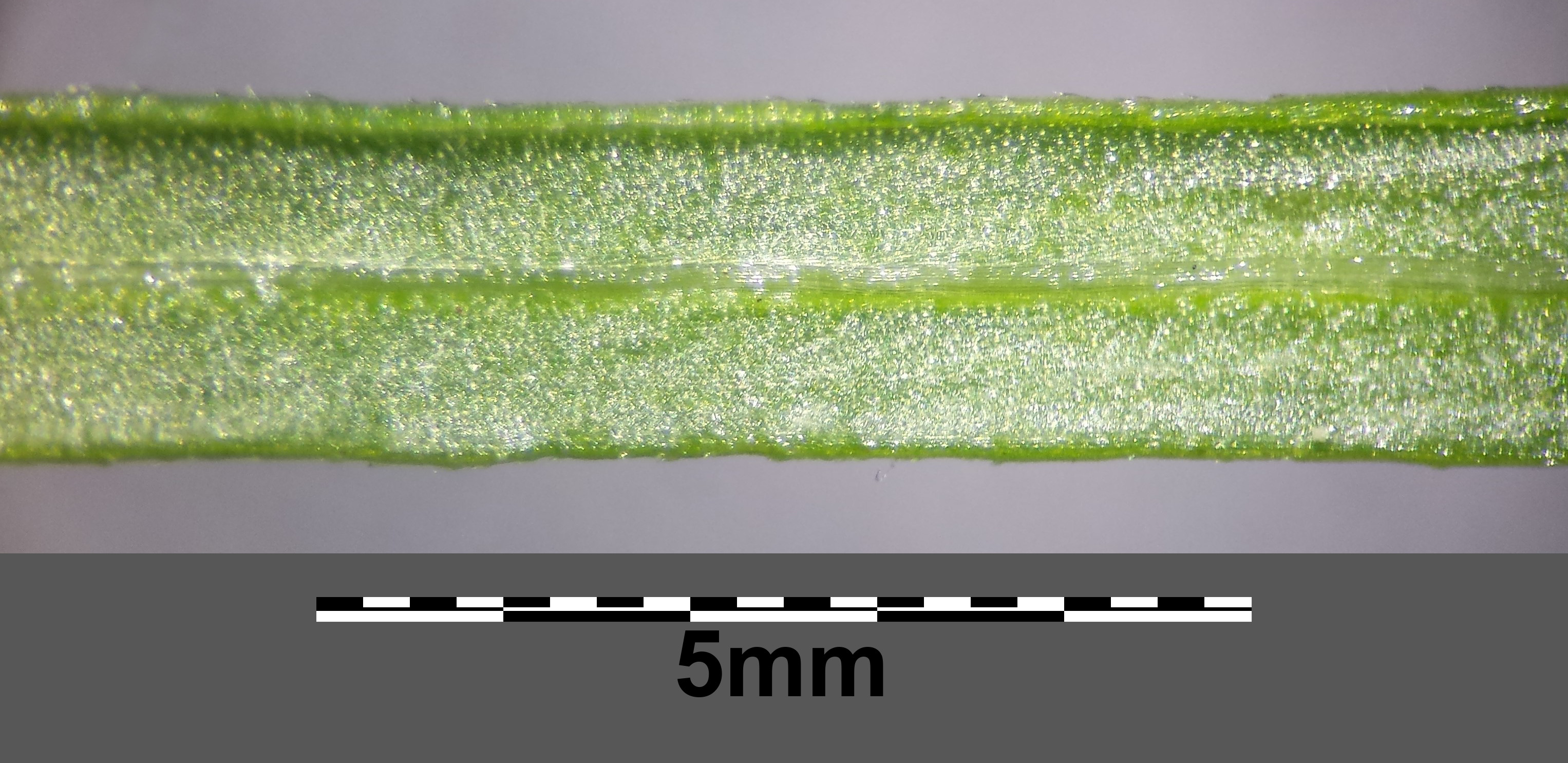
поля листової пластини
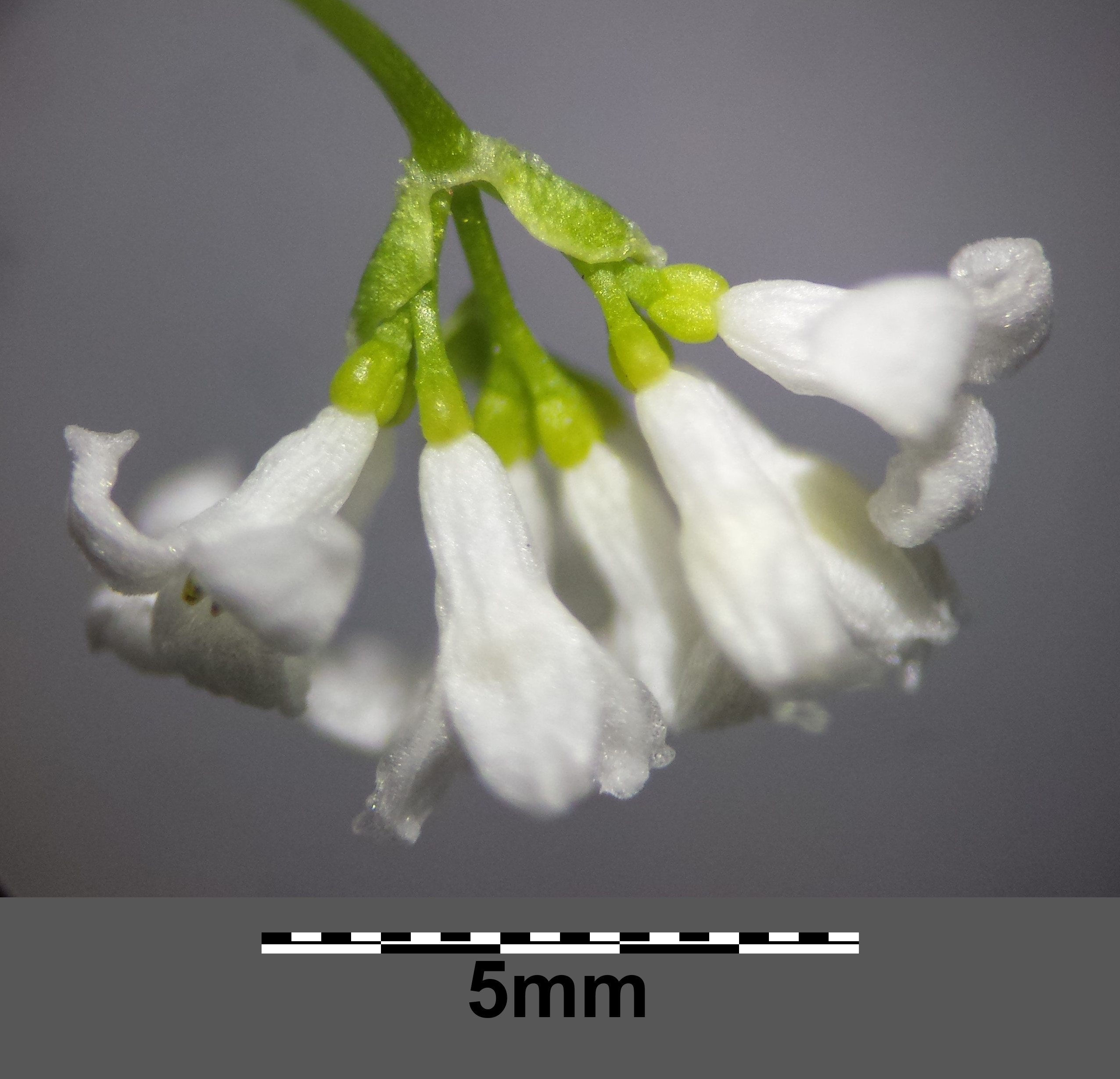
суцвіття
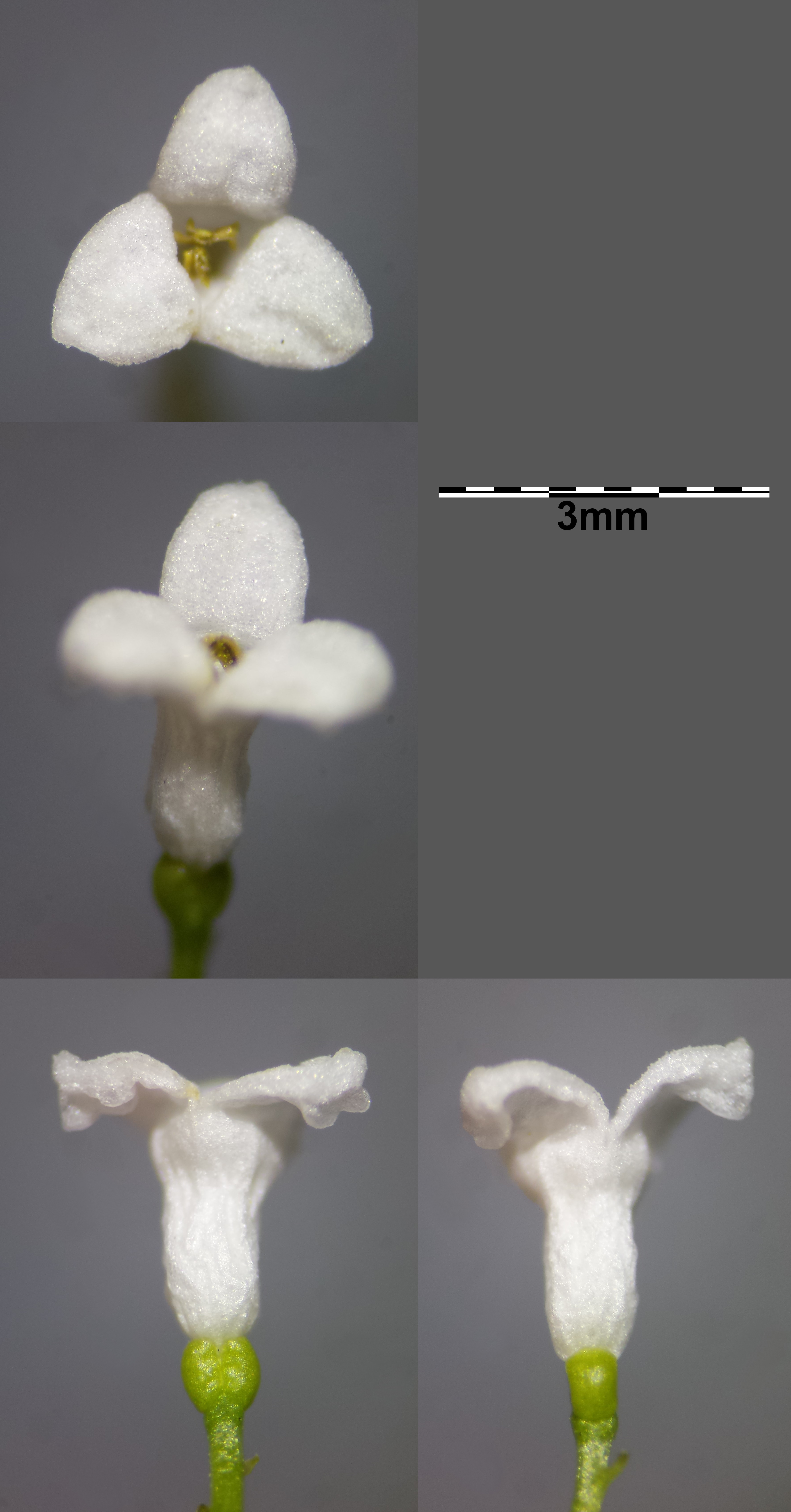
квітка
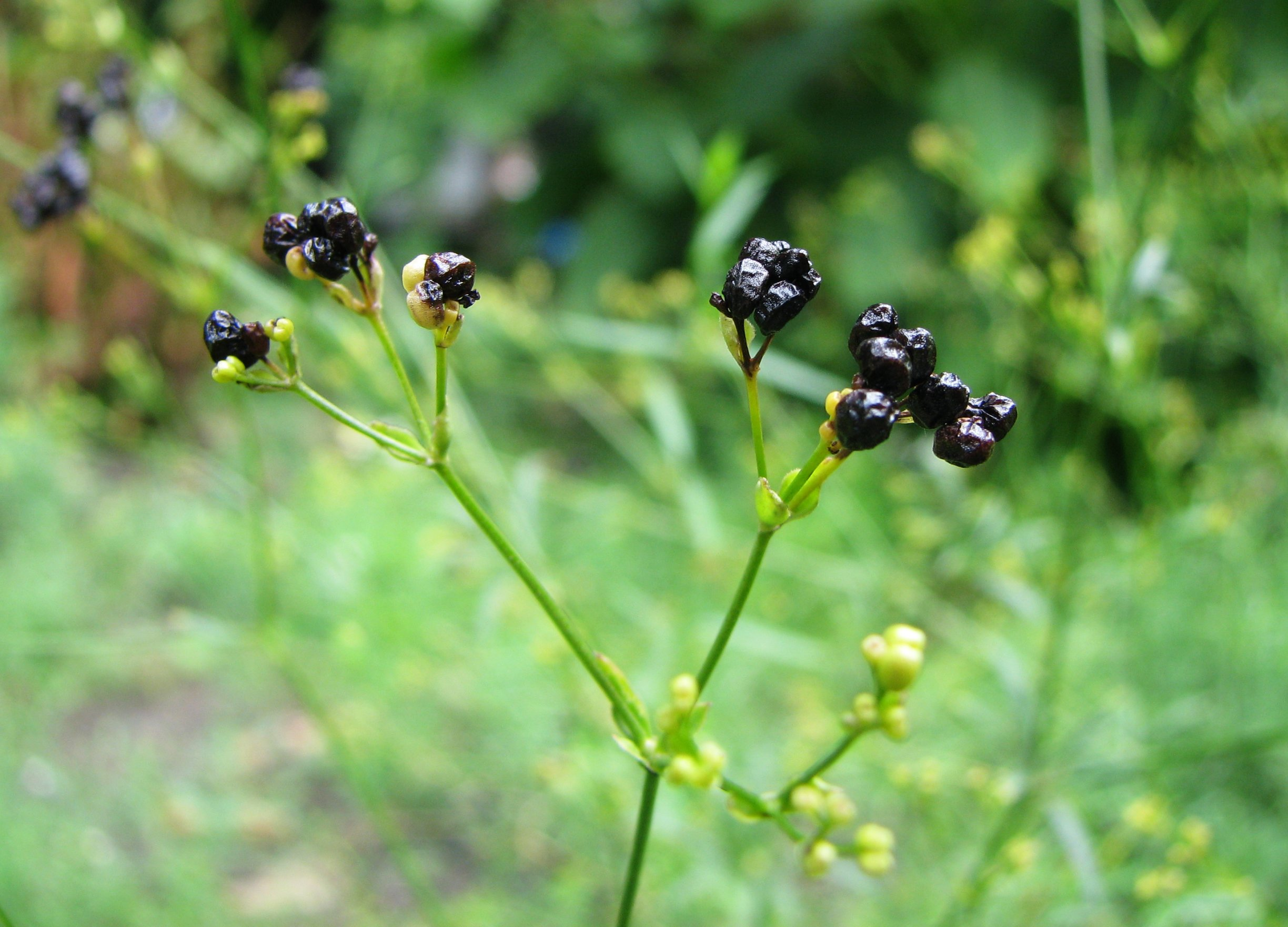
плоди